# Вустерширский и шервудский егерский полк
Вустерширский и шервудский егерский полк (29-й/45-й пехотный) (англ. Worcestershire and Sherwood Foresters Regiment (29th/45th Foot)) — пехотный полк Британской армии. Полк служил в качестве графского полка Дербишира, Ноттингемшира и Вустершира.

## История
Полк был сформирован в 1970 году путем слияния Вустерширского полка и Шервудского егерского полка. Полк базировался в казармах Баттлсбери в Уорминстере и в 1972 году во время смуты совершил турне по Северной Ирландии. В конце того же года он был переведен в Берлин, а в 1974 году — в казармы Шеклтон в Балликелли, после чего в 1976 году вернулся в казармы Меани в Колчестере. После очередного похода в Северную Ирландию в 1977 году полк переехал в Пиренейские казармы в Хемере в 1979 году.
В 1982 году полк совершил ещё одну командировку в Северную Ирландию, затем вернулся в казармы Баттлсбери в Уорминстере в 1984 году и переехал в казармы Окингтон в Кембридже в 1986 году, совершил 6-месячную командировку в составе британского контингента Сил ООН на Кипре (UNFICYP) с июня по декабрь 1987 года, а затем в казармы Лисанелли в Оме в 1989 году.
После командировки на Кипр в 1991 году — на этот раз в качестве пехотного батальона британских сил на Кипре — полк был переведён в казармы Лакхнау в Тидворте в 1993 году, откуда части полка были направлены в Боснию в 1996 и 1998 годах. Полк совершил оперативный тур в Афганистан в рамках операции «Херрик» в 2004 году, а затем был переведён в казармы Кавалри, Хаунслоу, в качестве батальона для выполнения общественных обязанностей в июле 2005 года.
В 2004 году в рамках реорганизации пехоты было объявлено, что полк Вустерширских и шервудских егерей будет объединён с Чеширским полком и Стаффордширским полком в новый Мерсийский полк. В августе 2007 года полк стал 2-м батальоном Мерсийского полка.

## Структура
Структура полка была следующей:
- Штаб полка Вустерширских и шервудских егерей, в Нортонских казармах, Вустер
- 1-й батальон (регулярные войска)
  - Оркестр 1-го батальона Вустерширских и шервудских егерей (регулярные войска) — вошел в состав оркестра Клайва дивизии принца Уэльского после формирования CAMUS в 1994 г.[5][6]
- 3-й (добровольческий) батальон — сформирован в 1971 году, расформирован в 1999 году, став частью Полка Восточной Англии[7].
- 4-й (добровольческий) батальон — расформирован в 1993 году, пошён на формирование штаба полка и штаба 37-го эскадрона 37-го полка связи и сформировал новый 96-й (ситиковентрийский) эскадрон связи[8].

## Марши

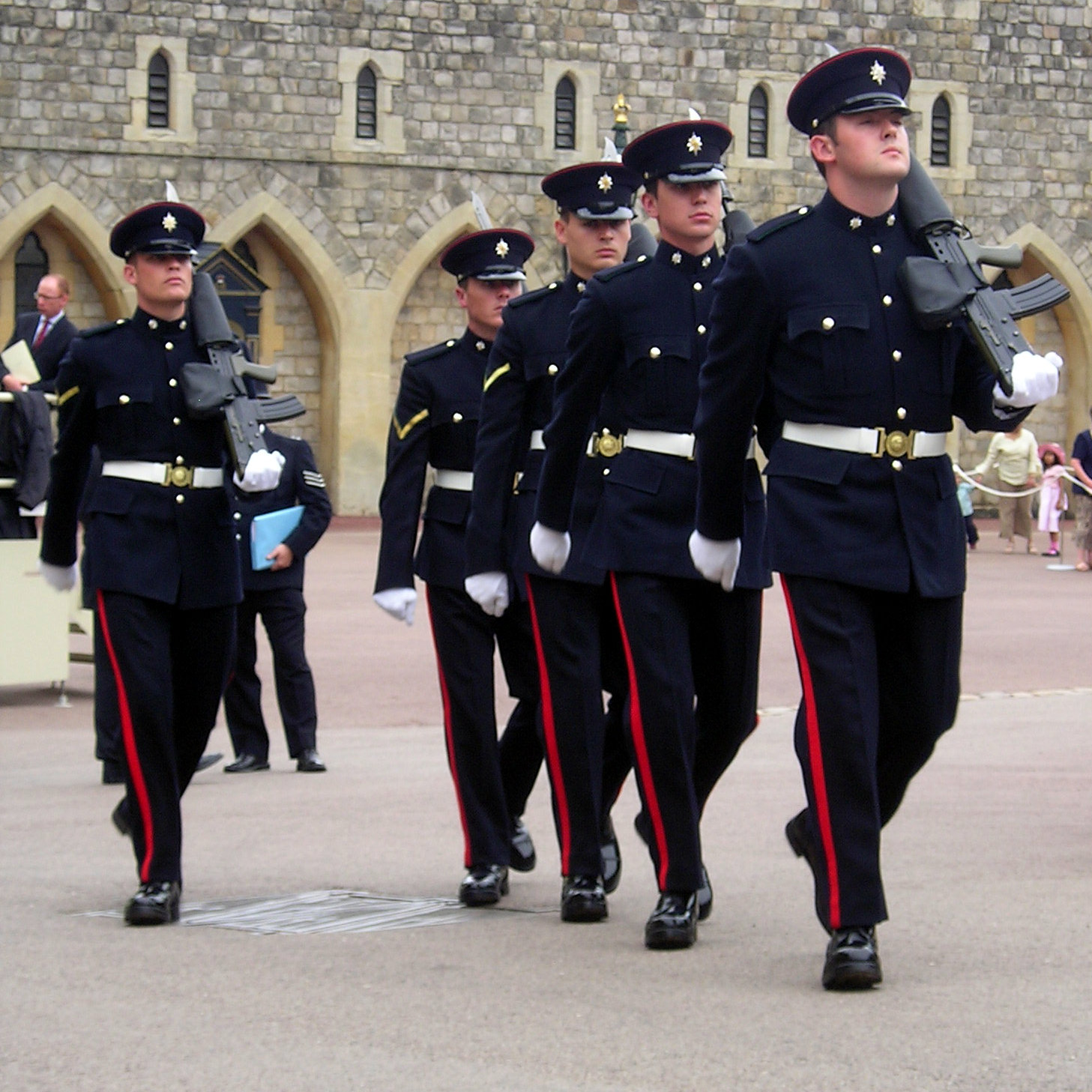
Солдаты Вустерширского и шервудского егерского полка на карауле в Виндзорском замке.

Полковой быстрый марш полка представлял собой аранжировку Young May Moon и Royal Windsor. Медленным маршем был «Герцогиня Кентская». Полк также имел два неофициальных марша: I’m Ninety Five и The Derby Ram.
Полковой горн «Испанец» (The Spanish), который играет перед официальными вечерами, чтобы оповестить офицеров о необходимости собраться, был введён 45-м (ноттингемширским) (шервудских егерей) пехотным полком. Эта традиция зародилась во время Пиренейской войны, когда сигнал горна использовался для вызова местных испанских монахинь, чтобы те принесли еду в офицерскую столовую. Традиция сохранилась во 2-м батальоне Мерсийского полка.

## Талисман
Полковой баран был известен как «капрал Дерби». Баран был 28-м бараном, который выступал в качестве талисмана полка и его предшественников. Первый баран был захвачен 95-м (дербиширским) пехотным полком при осаде Коты в Индии в 1858 году. С 1912 года сменяющие друг друга герцоги Девонширские традиционно выбирали барана Суаледейльской породы из своего стада в Чатсуорт-Парке и дарили его полку. Баран имел свой полковой номер (28), получал жалование 3,75 фунтов стерлингов в день и свой паек.
95th (Derbyshire) Regiment of Foot